# Meristogenys macrophthalmus
Meristogenys macrophthalmus är en groddjursart som först beskrevs av Matsui 1986.  Meristogenys macrophthalmus ingår i släktet Meristogenys och familjen egentliga grodor. IUCN kategoriserar arten globalt som otillräckligt studerad. Inga underarter finns listade i Catalogue of Life.